# 엘렉트레나이시

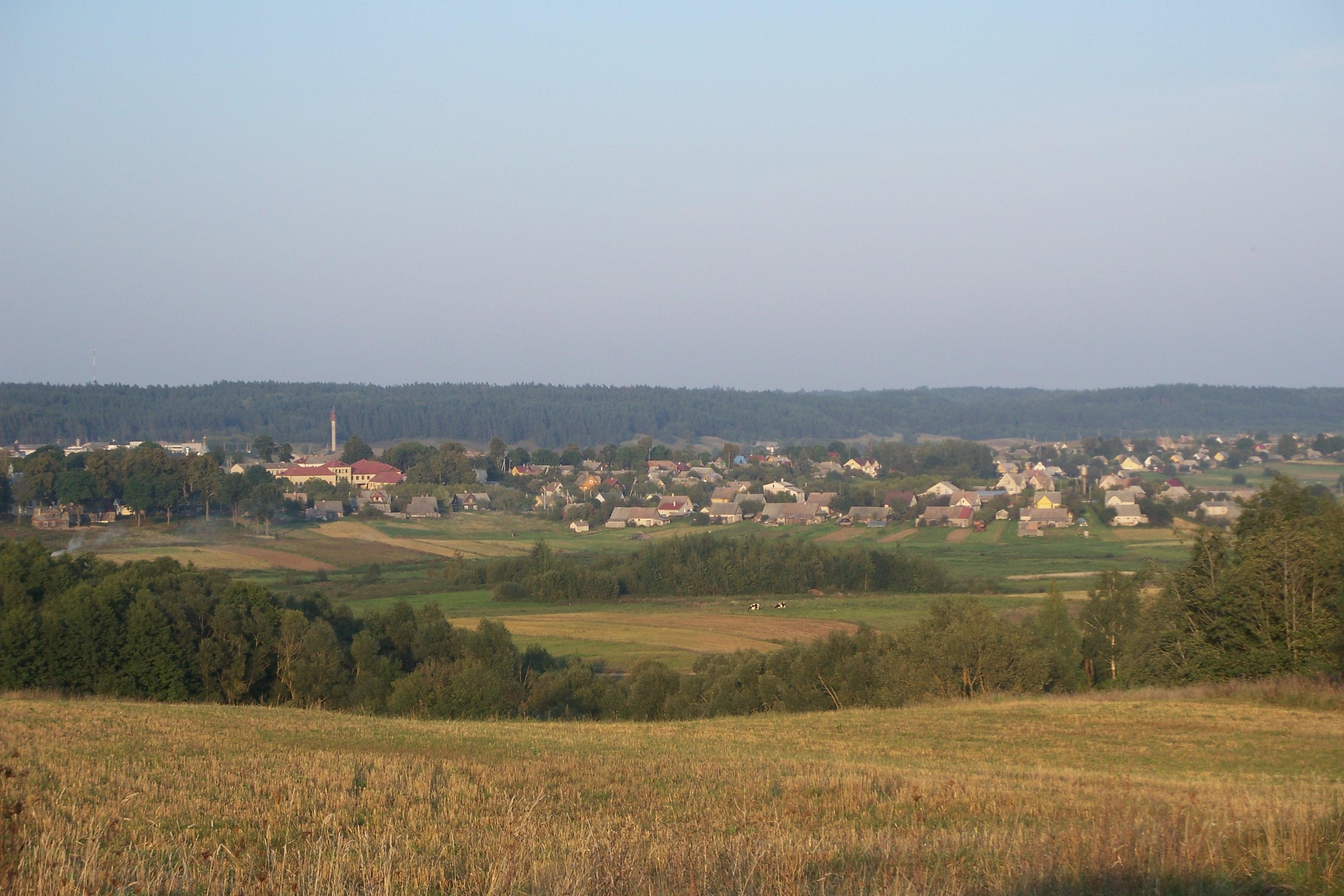
엘렉트레나이시 세멜리슈케스 마을

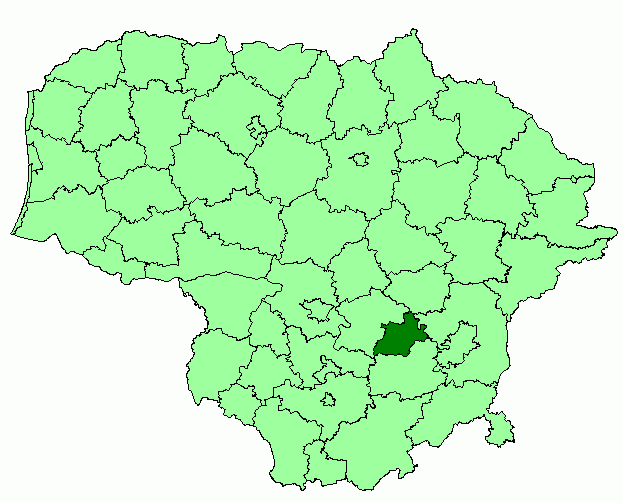
엘렉트레나이시의 위치

엘렉트레나이시(리투아니아어: Elektrėnų savivaldybė)는 리투아니아 빌뉴스주를 구성하는 8개 지방 자치체 가운데 하나로 행정 중심지는 엘렉트레나이이며 면적은 509km2, 인구는 24,164명(2015년 기준), 인구 밀도는 47.5명/km2이다. 8개 장로구를 관할한다. 빌뉴스주 시르빈토스구, 빌뉴스구, 트라카이구, 카우나스주 카이샤도리스구와 접한다. 2000년에 트라카이구와 카이샤도리스구에 소속되어 있던 일부 지방 자치체를 통합하여 신설되었다.

지방 자치체 문장